# Фердинанд Бордевейк
Фердинанд Бордевейк  (нідерл. Ferdinand Bordewijk), повне ім’я Фердинанд Йохан Вільгельм Крістіан Карел Еміель Бордевейк – нідерландський письменник, юрист, критик, представник літературного руху «Нова об’єктивність». 

## Біографія

### Ранні роки
Ф. Бордевейк народився 10 жовтня 1884 року в Амстердамі. У 1894 році родина Бордевейків переїхала до Гааги, де Фердинанд закінчив школу. 
З 1905 року вивчав право у Лейдені. По закінченню навчання, у 1912 році отримав докторську ступінь та працював в юридичній фірмі у Роттердамі. 
У 1914 році одружився із композиторкою Йоганною Репман, у співавторстві з якою у 1941 році написав оперу «Ротонда».
У 1919 році отримав адвокатську ліцензію, викладав комерційне право.

### Творчість
У літературі Ф. Бордевейк вперше дебютував у 1916 році під псевдонімом Тон Вен із поетичною збіркою «Гриби».
У 1919, 1923 та 1924 роках вийшли збірки «Фантастичних оповідань». Але справжнє визнання Ф. Бордевейк отримав після виходу романів «Блоки» (1931), «Бінт» (1934), «Червоний палац» (1936), «Характер» (1938).
Під час Другої світової війни брав участь в опорі митців, відмовившись співпрацювати з гітлерівською окупаційною адміністрацією.
Після війни, у 1945 році Ф. Бордевейк був обраний головою Почесної ради з літератури.
У 1950-ти роки очолив фонд Яна Камперта, продовжуючи працювати над новими творами, серед яких романи «Ейкен ван Додона» (1946) та «Північне сяйво» (1948). Саме цю книгу він вважає найкращою у своєму творчому доробку.
В подальшому були опубліковані романи «Хреститель» (1952), «Цвітіння гілки» (1955) та «Звістка здалека» (1961).
Помер Ф. Бордевейк 25 квітня 1965 року у Гаазі.

## Нагороди
1949 рік – премія Мистецтв і наук
1953 рік – премія Пітера Гофта
1957 – премія Костянтина Гюйгенса.